# Cesarstwo Chińskie (1915–1916)
Cesarstwo Chińskie – historyczne państwo chińskie istniejące w latach 1915–1916, powstałe w wyniku przyjęcia przez Yuana Shikai tytułu cesarza.

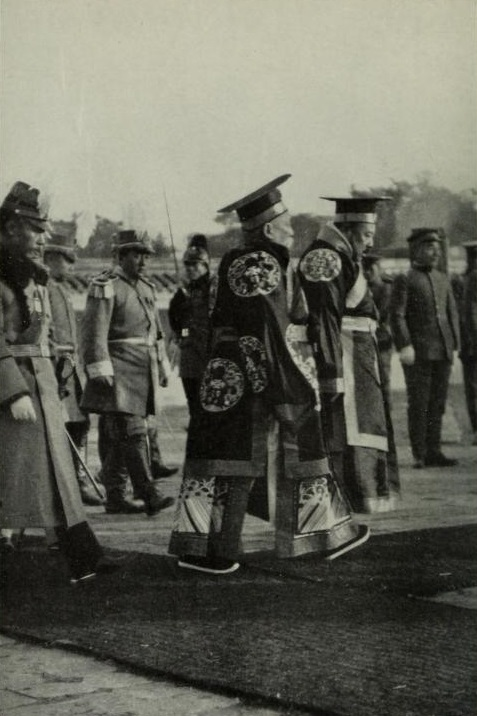
Yuan Shikai na ceremonii intronizacji

Cesarstwo zostało oficjalnie zatwierdzone 11 grudnia 1915 w wyniku wcześniej przeprowadzonego referendum, w którym zgromadzenia ludowe ze wszystkich prowincji ogłosiły petycje z żądaniem przyjęcia tytułu cesarskiego przez Yuana Shikai, dzień później odbyła się jego uroczysta intronizacja, po której przyjął on imię Hongxian. W marcu 1916 r. w wyniku buntu południowej prowincji, Hongxian abdykował i przyjął z powrotem tytuł prezydenta.